# Sophienalpe

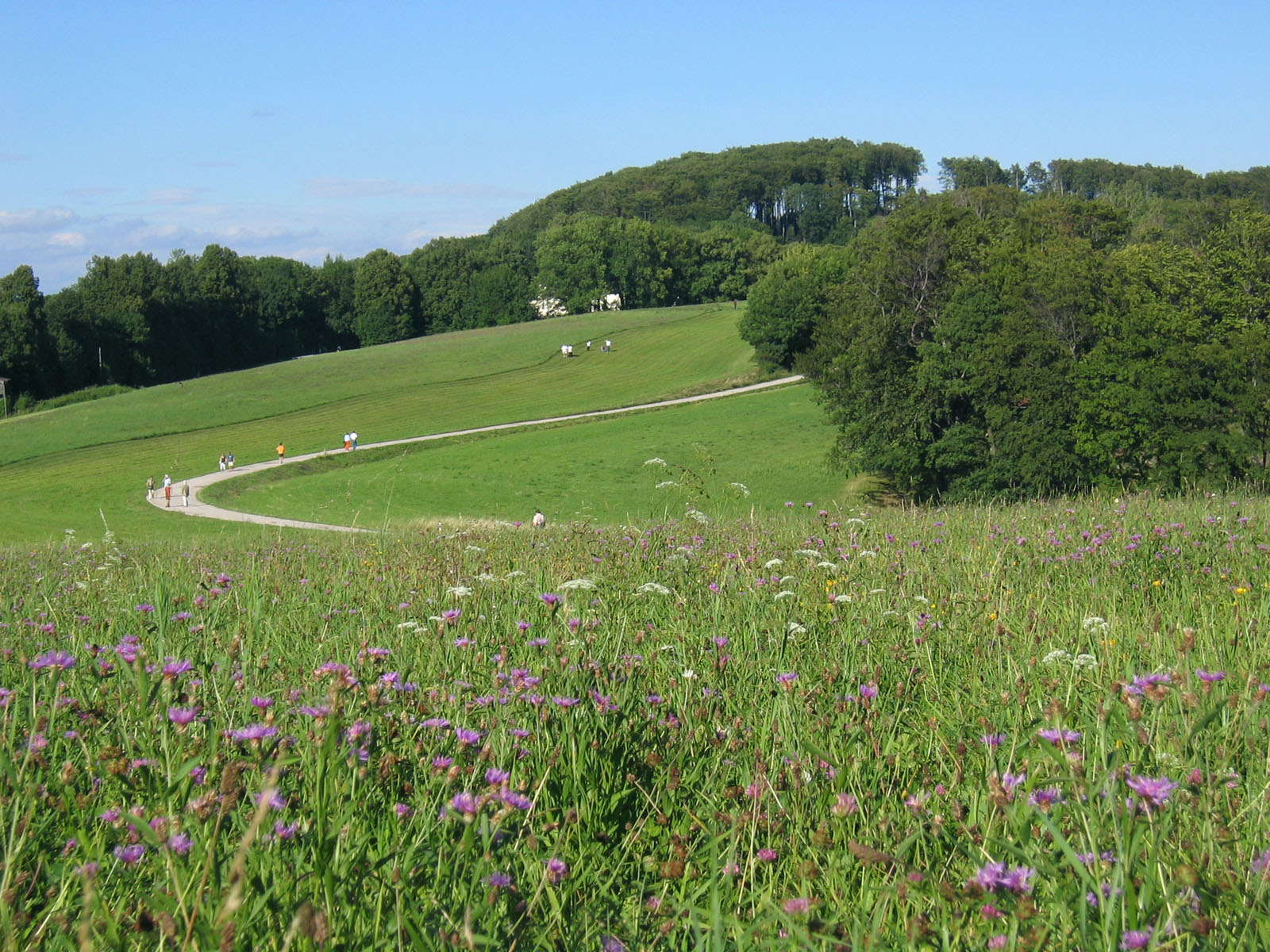
Die Sophienalpe im Sommer

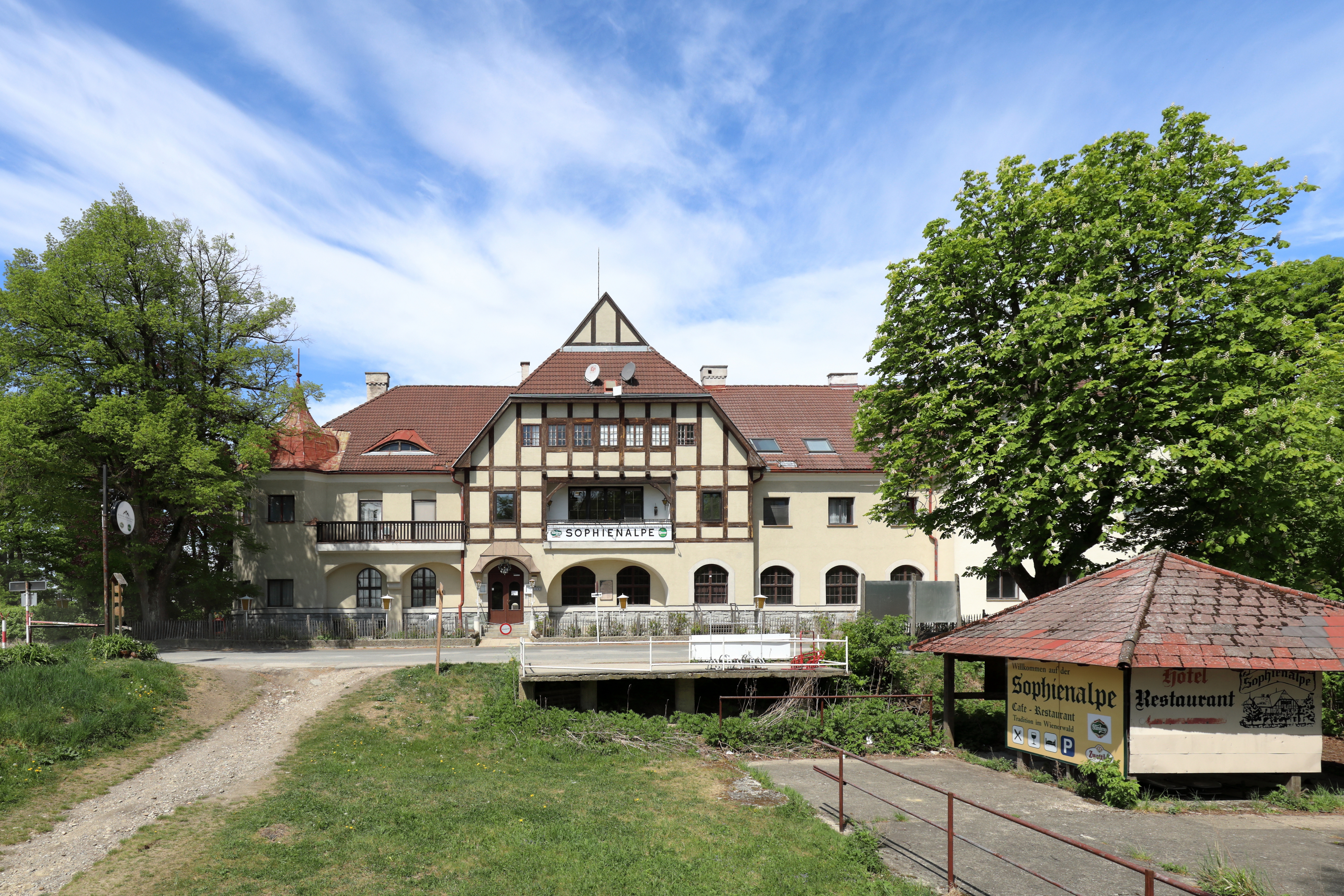
Restaurant Sophienalpe (2020)

Die Sophienalpe (477 m ü. A.) ist eine Alm im Westen Wiens und beliebtes Ausflugsziel. 

## Name und Lage
Benannt ist die Alpe nach Erzherzogin Sophie, der Mutter Kaiser Franz Josephs, die hier oft den Sommer verbrachte. Zu erreichen ist die Sophienalpe über zahlreiche Wanderwege, die Sophienalpenstraße und über den Exelberg. 
Im Süden der Sophienalpe liegt die Franz-Karl-Fernsicht (488 Meter), von der aus zahlreiche Gipfel des Wienerwalds und der Gutensteiner Alpen sowie der Schneeberg (Niederösterreichs höchster Gipfel) zu sehen sind. Mit Blick nach Osten ist zwischen dem Dahaberg und den Hügelkuppen des Schottenwaldes noch ein kleiner Teil Wiens zu erkennen. Benannt wurde sie nach dem Ehemann Erzherzogin Sophies, Erzherzog Franz Karl.
Der Höhenzug führt weiter abwärts Richtung Mauerbach über die Hohe Wand (452 Meter), an deren Abhang sich die als Skiwiese und Sommerrodelbahn bekannte Hohe-Wand-Wiese befindet.

## Standseilbahn (1872–1881)

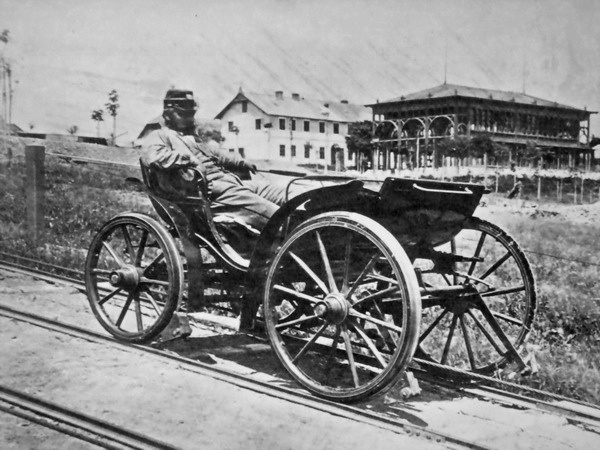
Standseilbahn Sophienalpe, um 1873

Im Jahr 1872 ließ der Wiener Fabrikant Georg Sigl eine kuppelbare Umlauf-Standseilbahn vom hinteren Halterbachtal nahe der Rieglerhütte auf die Sophienalpe errichten. Diese Standseilbahn überwand auf einer Länge von 682 m eine Höhe von 108 m und diente als Versuchsanlage. Statt eines Gleises mit Ausweiche waren auf der ganzen Strecke zwei Gleise verlegt und so der Antrieb mit nur einigen wenigen Pferdestärken durch fast vollständigen Gewichtsausgleich möglich.
Die offenen viersitzigen Wagen waren ähnlich aufgebaut wie die damals üblichen Kutschen und wurden über ein mittig unter dem Wagen verlaufendes Seil gezogen. Sie waren mit einer Art Zange am in regelmäßigen Abständen auf dem Umlaufseil angebrachten, rot lackierten Eisenkugeln gekoppelt, daher der Name „Knöpferlbahn“. Die erfolgreich betriebene Standseilbahn wurde 1881 abgebaut, die ehemalige Trasse ist heute ein Wanderweg zwischen Rieglerhütte und Sophienalpe.